# Ethylazid
Ethylazid (C2H5N3) ist ein aliphatisches Azid und als solches explosiv.

## Herstellung
Die Herstellung von Ethylazid durch Umsetzen von Natriumazid mit Diethylsulfat wurde erstmals 1921 von Hermann Staudinger beschrieben.

## Verwendung
Ethylazid findet in der organischen Synthese Verwendung. So können beispielsweise ethylsubstituierte Triazole durch Umsetzung mit Alkinen erhalten werden. Außerdem können Iminophosphorane mittels Ethylazid erhalten werden.